# Ніверка
Ніверка — село в Україні, у Кам'янець-Подільському районі Хмельницької області. Належить до Орининської сільської громади.

## Назва
Перша писемна згадка про поселення 1498 рік, як Велика Нівра (Nyewra Maior), далі після 1772 року та поділу Речі Посполитої, виокремилось як окреме село. 

## Географія
Подільське село Ніверка розкинулось на подільській височині в південно-західній частині України, за 32 кілометра автошляхами від міста Кам'янець-Подільський, простягається по річці Збруч.

### Клімат
Ніверка знаходяться в межах вологого континентального клімату із теплим літом. Але діяльність людини досить часто призводить до екоциду, поганих змін та глобального потепління. Рівень наповнення річок водою по області становить лише 20 % від необхідного стандарту, значна частина земної поверхні стає посушливою. Для покращення ситуації варто було б проводити ревайлдинг, відновлювати екосистеми та лісові насадження.

## Історія
Великий князь Литовський Вітовт, коли володів Західним Поділлям (1411-1430 рр.), подарував низку сіл, в тому числі і Нівру Кам’янецькій латинській катедрі. Перша писемна згадка про село - 1498 рік, як «Велика Нівра» (Nyewra Maior).
Церква святих Кузьми і Дем’яна згадується з 1735 року. Нова церква збудована в 1748 році – дерев’яна триверха споруда.
Перший поділ Речі Посполитої (1772) мабуть поділив Ніверку та Нивру на дві частини. Після правобережна частина вважалась окремим поселенням.
Парафія скасована біля 1831 року, церква розібрана в 1848 році, дерево її пішло на випалювання вапна для церкви в Шустівцях.
Селяни були звільнені від кріпосного права в 1861 році. На честь цієї події в багатьох селах Поділля на в'їздах встановлювали пам'ятні фігури, такі збереглись в селах: Нігин, Черче. Ця традиція помаленьку відновлюється, встановлюються статуї Божої Матері чи інші фігури.
1863 року селяни втрачають можливість користуватись рідною мовою, видано таємне розпорядження — Валуєвський циркуляр, що наказував призупинити видання значної частини книг, написаних українською мовою, а згодом доповнено Емським указом.
Внаслідок поразки Перших визвольних змагань на початку XX століття, село надовго окуповане російсько-більшовицькими загарбниками.
Радянська окупація принесла колективізацію та розкуркулення, мешканці села зазнали репресій. Багатьох частинах Поділля відбувались масові селянські повстання, проти радянської влади.
В 1932–1933 селяни села пережили Голодомор.
Роки Великого терору 1936-1937 вбито осіб різних національностей і професій, багато людей було виселлено як сім'ї «ворогів народу».
По закінченню Другої світової війни у 1946—1947 роках мешканці села вчергове пережили голод.
З 1991 року в складі незалежної України.
24 грудня 2019 року шляхом об'єднання сільських рад Кам'янець-Подільського району село Шустівці увійшло до складу Орининської сільської громади. Об'єднання в громаду має створити умови для формування ефективної і відповідальної місцевої влади, яка зможе забезпечити комфортне та безпечне середовище для проживання людей.
До 2020 року дев’ять сіл мали статус четвертої зони посиленого радіологічного контролю через аварію на ЧАЕС. Так, в селах Ніверка, Чорнокозинці, Нововолодимирівка, Шустівці, Вікторівка, Шидлівці, Мала Зелена, Велика Зелена та Криків більше чверті століття постійно перевіряли людей, воду та продукти харчування на радіацію.

## Населення
За переписом 2001 року селі мешкало 249 осіб.
Населення становить 70 осіб на 2015 рік.

### Мова
У селі поширені західноподільська говірка та південноподільська говірка, що відносяться до подільського говору, який належить до південно-західного наріччя.
100 % населення вказало своєю рідною мовою українську мову, за даними перепису 2001 року.

## Уродженці села
- 1899 — Орлінський Болеслав Володимирович (пол. Bolesław Orliński), польський пілот випробувач [2].
- 1937 — Дубицький Никанор Миколайович, український письменник, фольклорист, громадський діяч.
- Турун Григорій Порфирович — Заслужений працівник сільського господарства України. Народився 27.02.1961 р. у с. Ніверка Кам'янець-Подільського району Хмельницької області. Закінчив Кам'янець-Подільський сільськогосподарський інститут. У 1986 р. почав працювати інженером у колгоспі ім. Суворова (с. Подвірне Новоселицького району). У 1990 р. обраний головою правління колгоспу, згодом агрофірми ім. Суворова. Нагороджений орденами «За заслуги» ІІІ і ІІ ступенів.

## Охорона природи
Село лежить у межах національного природного парку «Подільські Товтри».

## Галерея

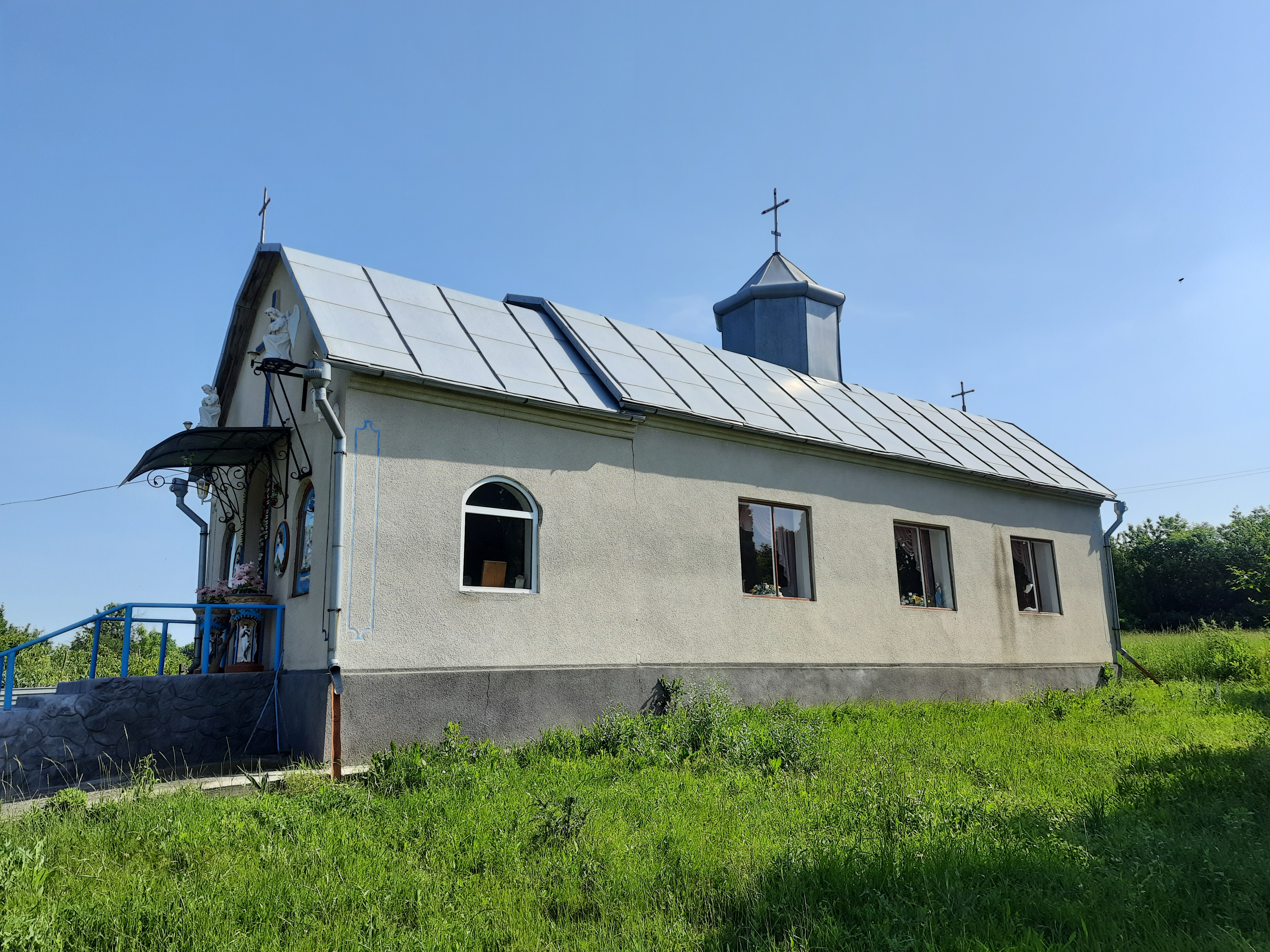
Сільська церква
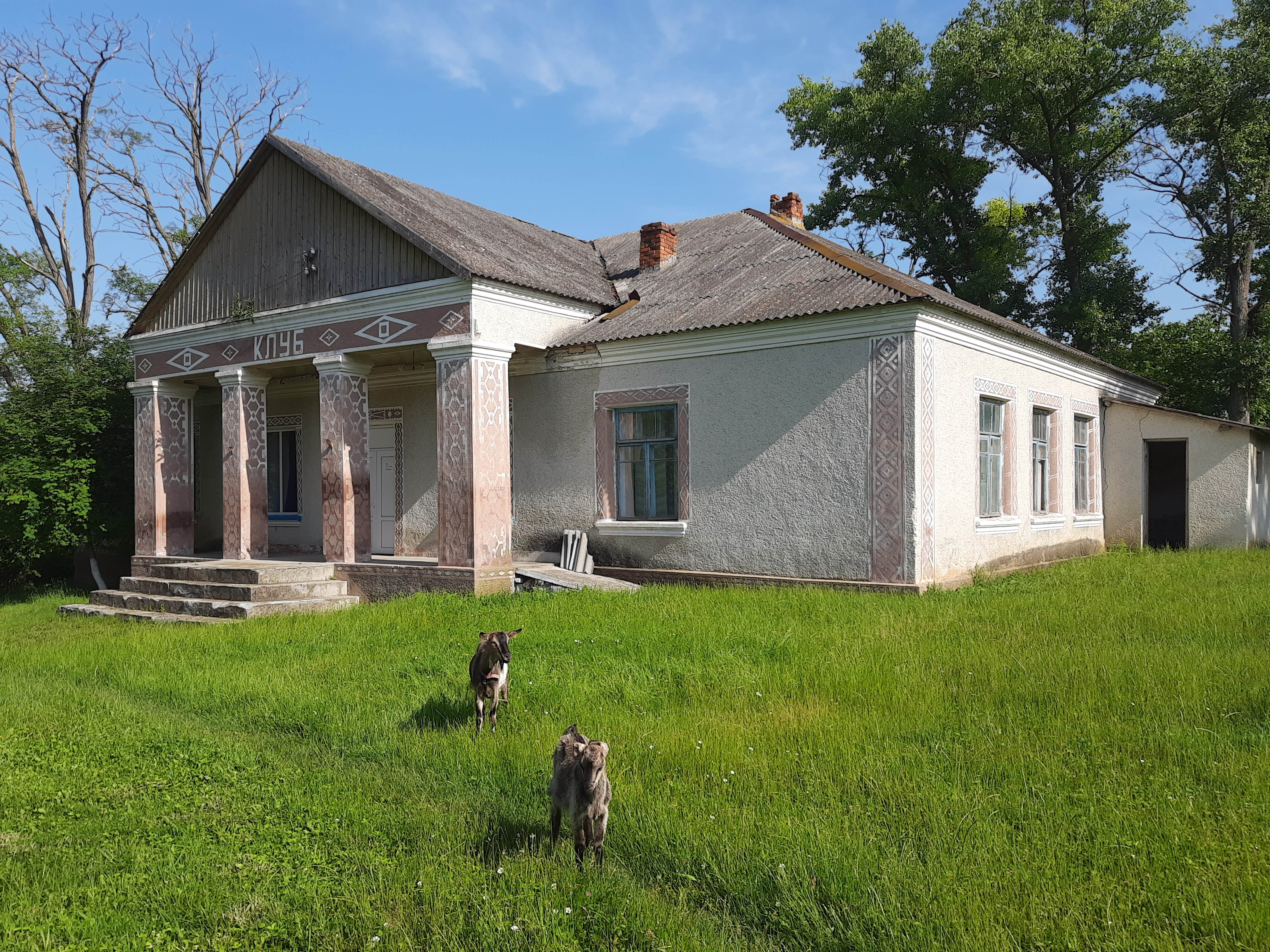
Клуб
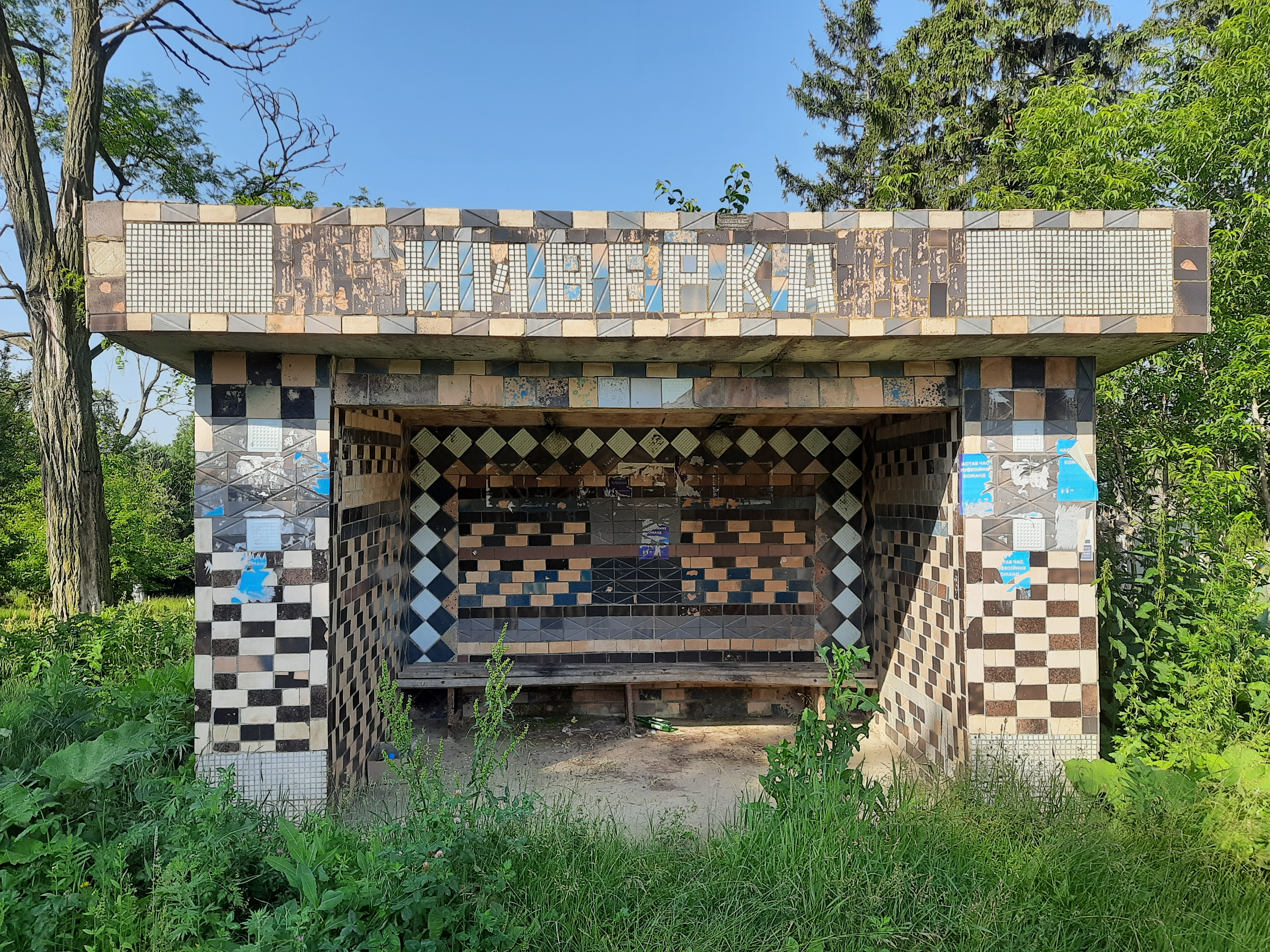
Автобусна зупинка біля села
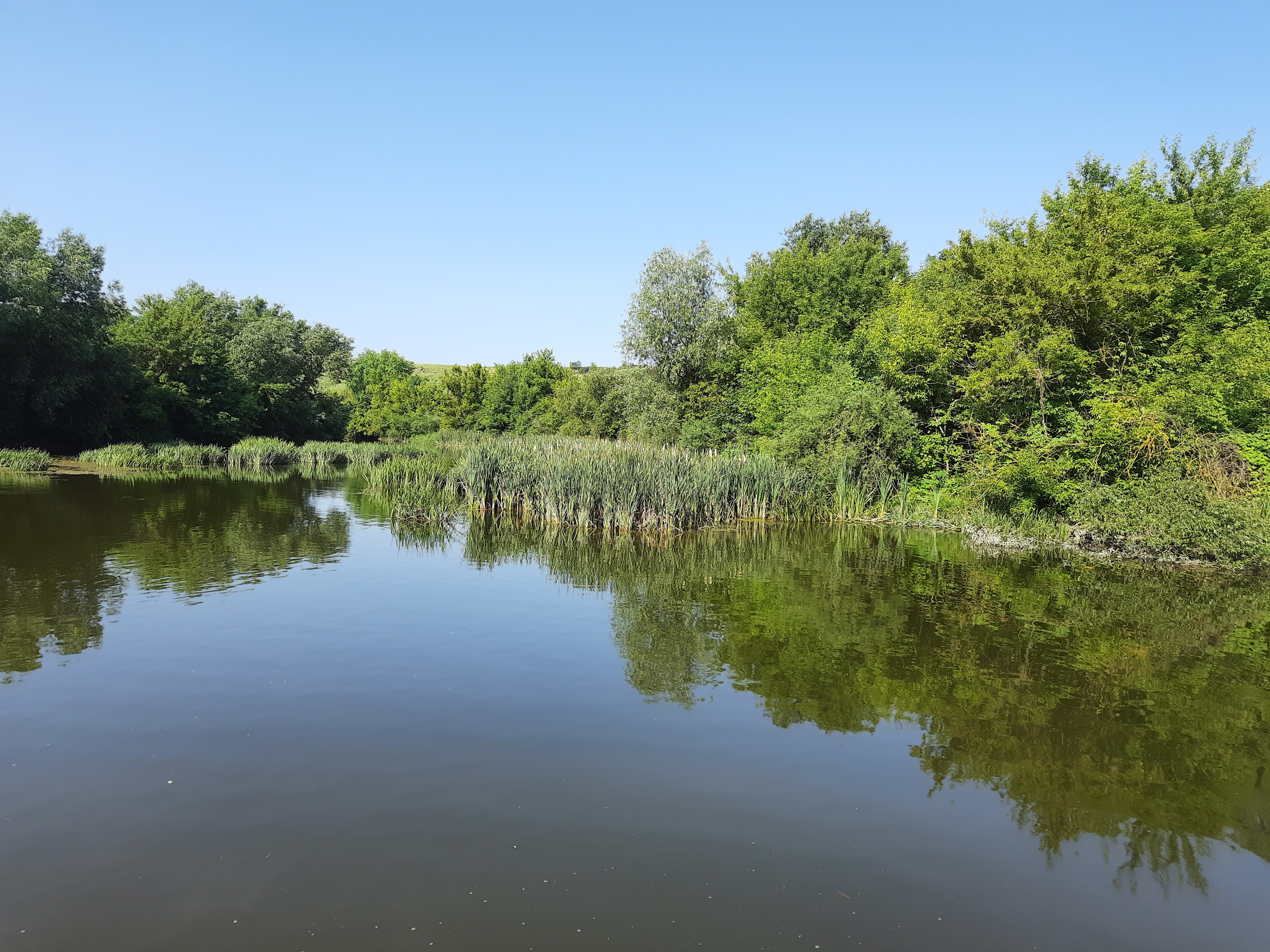
Річка Збруч біля села